# (4432) McGraw-Hill
(4432) McGraw-Hill (1981 ER22) – planetoida z pasa głównego asteroid okrążająca Słońce w ciągu 3,69 lat w średniej odległości 2,39 j.a. Odkryta 2 marca 1981 roku.